# Leichtathletik-Länderkampf der Männer 1982 USA – BR Deutschland / BR Deutschland – Panafrika
| 10./11. Leichtathletik-Länderkampf mit bundesdeutscher Beteiligung 1982 | 10./11. Leichtathletik-Länderkampf mit bundesdeutscher Beteiligung 1982 |
| ----------------------------------------------------------------------- | ----------------------------------------------------------------------- |
|                                                                         |                                                                         |
| Ländervergleich der Männer: USA – BR Deutschland – Panafrika            |                                                                         |
| Austragungsort                                                          | Durham                                                                  |
| Wettbewerbe                                                             | USA – FRG: 21 FRG – Panafrika: 20                                       |
| Datum                                                                   | 26,/27. Juni                                                            |
| 1. USA 2. FRG                                                           | 123 P 098 P                                                             |
| 1. FRG 2. Panafrika                                                     | 122 P 081 P                                                             |
| Chronik                                                                 |                                                                         |
| ← SUI-FRG-DNK-FRA 00Geher (F)                                           | USA-FRG (F) →                                                           |

Die Vergleiche zehn und elf des Länderkampfjahres 1982 wurden als Länderkämpfe unter drei Teilnehmern mit getrennter Wertung für Begegnungen unter je zwei Ländern ausgetragen. Es war die dritte Veranstaltung dieser Art in der Saison 1982. Am 26./27. Juni kam es in Durham zum Aufeinandertreffen der bundesdeutschen Männer mit den USA und mit einer Vertretung aus Panafrika. 1975 waren diese drei Teilnehmer ebenfalls in Durham schon einmal aufeinander getroffen. Damals war allerdings eine Wertung als Dreiländerkampf vorgenommen worden, in der die USA vor der Bundesrepublik und Panafrika vorne gelegen hatte. Auf Vertreter aus Panafrika waren die bundesdeutschen Männer nur 1975 gestoßen. Zehn Vergleiche hatte es zwischen Deutschland und den USA gegeben – zuletzt 1977. In all diesen Treffen hatten die bundesdeutschen Männer sich geschlagen geben müssen. Auch die Frauen bestritten gleichzeitig am selben Ort einen eigenen Länderkampf, allerdings nur gegen die USA, nicht gegen Panafrika.

## Modus
Im Vergleich mit Panafrika standen die bei Länderkämpfen üblichen zwanzig Disziplinen auf dem Programm. Im Aufeinandertreffen mit den USA kam noch ein Wettbewerb im Bahngehen über 10.000 Meter hinzu. Die beiden Langstreckenläufe über 5000 und 10.000 Meter wurden in voller Länge ausgetragen und nicht gekürzt, wie inzwischen immer wieder praktiziert bei Länderkämpfen. Aus dem olympischen Wettbewerbskatalog fehlten nur der Marathonlauf, die beiden Gehdisziplinen und der Zehnkampf. Gewertet wurde in beiden Begegnungen nach dem Standardsystem.

## Ergebnis
Im Vergleich mit den USA waren die Bereiche Einzellauf (Bundesrepublik: fünf Siege bei einem Doppelerfolg / USA: vier Siege bei drei Doppelerfolgen / ein Unentschieden) und Wurf/Stoß (jeweils zwei Siege für beide Teams) ziemlich ausgeglichen. Im Bahngehen sicherte sich die Bundesrepublik einen knappen Vorsprung. Die beiden Staffeln gingen an die USA. In der Kategorie Wurf/Stoß entschieden die US-Amerikaner drei Wettbewerbe für sich, während die bundesdeutschen Leichtathleten hier nur im Hochsprung vorne lagen. Damit gab es gegen die US-Amerikaner die erwartete Niederlage, die mit 98 zu 123 Punkten eindeutig war.
Das Aufeinandertreffen mit Panafrika gestaltete sich zugunsten der bundesdeutschen Sportler. In den Einzelläufen standen sechs Disziplinerfolge der Bundesrepublik vier Erfolgen für Panafrika gegenüber. Die Staffeln endeten unentschieden eins zu eins. In den Sprüngen verbuchte die Bundesrepublik drei Wettbewerbe auf ihrem Konto, hier lagen Panafrikas Vertreter nur im Dreisprung gleichauf mit den bundesdeutschen Sportlern. Im Bereich Wurf/Stoß konnte sich die Bundesrepublik zwei Mal durchsetzen, Panafrika ein Mal. Der Speerwurf endete remis. In der Länderkampfwertung siegte die bundesdeutsche Mannschaft am Ende deutlich mit 122 zu 81 Punkten.

## Legende
Kurze Übersicht zur Bedeutung der Symbolik – so üblicherweise auch in sonstigen Veröffentlichungen verwendet:
| DNF | nicht im Ziel (did not finish)                               |
| NMH | keine Höhe (No Mark)                                         |
| w   | Rückenwindunterstützung über dem erlaubten Limit von 2,0 m/s |

## Einzelresultate

### 100 m
| Platz | Athletin           | Land | Zeit (s) | Länderkampfwertung | Länderkampfwertung |
| ----- | ------------------ | ---- | -------- | ------------------ | ------------------ |
| 1     | Calvin Smith       | USA  | 10,03    | 1. USA 2. FRG      | 8 P 3 P            |
| 2     | Carl Lewis         | USA  | 10,05    | 1. USA 2. FRG      | 8 P 3 P            |
| 3     | Innocent Egbunike  | PAFR | 10,32    | 1. USA 2. FRG      | 8 P 3 P            |
| 4     | Theophile Nkounkou | PAFR | 10,43    | 1. PAFR 2. FRG     | 8 P 3 P            |
| 5     | Achim Piasetzki    | FRG  | 10,59    | 1. PAFR 2. FRG     | 8 P 3 P            |
| 6     | Peter Klein        | FRG  | 10,63    | 1. PAFR 2. FRG     | 8 P 3 P            |

Datum: 26. Juni
Wind: +2,54 m/s

### 200 m
| Platz | Athletin          | Land | Zeit (s) | Länderkampfwertung | Länderkampfwertung |
| ----- | ----------------- | ---- | -------- | ------------------ | ------------------ |
| 1     | Terron Wright     | USA  | 20,71    | 1. USA 2. FRG      | 8 P 3 P            |
| 2     | Phillip Epps      | USA  | 20,73    | 1. USA 2. FRG      | 8 P 3 P            |
| 3     | Innocent Egbunike | PAFR | 20,98    | 1. USA 2. FRG      | 8 P 3 P            |
| 4     | Achim Piasetzki   | FRG  | 21,12    | 1. PAFR 2. FRG     | 7 P 4 P            |
| 5     | Boubacar Diallo   | PAFR | 21,14    | 1. PAFR 2. FRG     | 7 P 4 P            |
| 6     | Peter Klein       | FRG  | 21,53    | 1. PAFR 2. FRG     | 7 P 4 P            |

Datum: 27. Juni
Wind: +0,01 m/s

### 400 m
| Platz | Athletin          | Land | Zeit (s) | Länderkampfwertung | Länderkampfwertung |
| ----- | ----------------- | ---- | -------- | ------------------ | ------------------ |
| 1     | Hartmut Weber     | FRG  | 45,35    | 1. FRG 2. USA      | 7 P 4 P            |
| 2     | Tony Darden       | USA  | 45,51    | 1. FRG 2. USA      | 7 P 4 P            |
| 3     | Hassan el-Kashief | PAFR | 45,95    | 1. FRG 2. USA      | 7 P 4 P            |
| 4     | Thomas Giessing   | FRG  | 46,54    | 1. FRG 2. PAFR     | 7 P 4 P            |
| 5     | Elliott Tabron    | USA  | 46,57    | 1. FRG 2. PAFR     | 7 P 4 P            |
| 6     | James Atuti       | PAFR | 47,79    | 1. FRG 2. PAFR     | 7 P 4 P            |

Datum: 26. Juni

### 800 m
| Platz | Athletin          | Land | Zeit (min) | Länderkampfwertung | Länderkampfwertung |
| ----- | ----------------- | ---- | ---------- | ------------------ | ------------------ |
| 1     | Hans-Peter Ferner | FRG  | 1:45,91    | 1. FRG 2. USA      | 6 P 5 P            |
| 2     | Johnny Gray       | USA  | 1:45,91    | 1. FRG 2. USA      | 6 P 5 P            |
| 3     | Jama Aden         | PAFR | 1:46,73    | 1. FRG 2. USA      | 6 P 5 P            |
| 4     | Jack Mclntosh     | USA  | 1:47,08    | 1. FRG 2. PAFR     | 7 P 4 P            |
| 5     | Andreas Baranski  | FRG  | 1:47,33    | 1. FRG 2. PAFR     | 7 P 4 P            |
| 6     | Omer Khalifa      | PAFR | 1:51,58    | 1. FRG 2. PAFR     | 7 P 4 P            |

Datum: 27. Juni

### 1500 m
| Platz | Athletin           | Land | Zeit (min) | Länderkampfwertung | Länderkampfwertung |
| ----- | ------------------ | ---- | ---------- | ------------------ | ------------------ |
| 1     | Uwe Becker         | FRG  | 3:34,87    | 1. FRG 2. USA      | 8 P 3 P            |
| 2     | Thomas Wessinghage | FRG  | 3:35,25    | 1. FRG 2. USA      | 8 P 3 P            |
| 3     | Chuck Aragon       | USA  | 3:36,71    | 1. FRG 2. USA      | 8 P 3 P            |
| 4     | Mark Fricker       | USA  | 3:39,35    | 1. FRG 2. PAFR     | 8 P 2 P            |
| 5     | Henry Kimalel      | PAFR | 3:42,98    | 1. FRG 2. PAFR     | 8 P 2 P            |

Datum: 26. Juni

### 5000 m
| Platz | Athletin             | Land | Zeit (min) | Länderkampfwertung | Länderkampfwertung |
| ----- | -------------------- | ---- | ---------- | ------------------ | ------------------ |
| 1     | Sostenes Bitok       | PAFR | 14:09,3    | 1. USA 2. FRG      | 7 P 4 P            |
| 2     | Ralph King           | USA  | 14:09,4    | 1. USA 2. FRG      | 7 P 4 P            |
| 3     | Hans-Jürgen Orthmann | FRG  | 14:11,2    | 1. USA 2. FRG      | 7 P 4 P            |
| 4     | Steven Plasenica     | USA  | 14:11,2    | 1. PAFR 2. FRG     | 7 P 4 P            |
| 5     | Sam Sitonek          | PAFR | 14:17,0    | 1. PAFR 2. FRG     | 7 P 4 P            |
| 6     | Karl Fleschen        | FRG  | 14:26,2    | 1. PAFR 2. FRG     | 7 P 4 P            |

Datum: 26. Juni

### 10.000 m
| Platz | Athletin       | Land | Zeit (min) | Länderkampfwertung | Länderkampfwertung |
| ----- | -------------- | ---- | ---------- | ------------------ | ------------------ |
| 1     | Sostenes Bitok | PAFR | 29:30,24   | 1. USA 2. FRG      | 8 P 0 P            |
| 2     | Pat Porter     | USA  | 29:34,18   | 1. USA 2. FRG      | 8 P 0 P            |
| 3     | Mark Curp      | USA  | 29:37,16   | 1. PAFR 2. FRG     | 5 P 0 P            |
| DNF   | Ralf Salzmann  | FRG  |            | 1. PAFR 2. FRG     | 5 P 0 P            |

Datum: 27. Juni
Deutschland und Panafrika traten mit nur jeweils einem Teilnehmer an.

### 110 m Hürden
| Platz | Athletin           | Land | Zeit (s) | Länderkampfwertung | Länderkampfwertung |
| ----- | ------------------ | ---- | -------- | ------------------ | ------------------ |
| 1     | Larry Cowling      | USA  | 13,53    | 1. USA} 1. FRG     | 5 P                |
| 2     | Karl-Werner Dönges | FRG  | 13,61    | 1. USA} 1. FRG     | 5 P                |
| 3     | Axel Schaumann     | FRG  | 14,01    | 1. USA} 1. FRG     | 5 P                |
| 4     | Thomas Nnakwe      | PAFR | 14,02    | 1. FRG 2. PAFR     | 8 P 3 P            |
| 5     | Augustin Oruwarie  | PAFR | 15,17    | 1. FRG 2. PAFR     | 8 P 3 P            |

Datum: 26. Juni
Wind: +0,01 m/s
Die USA trat mit nur einem Teilnehmer an.

### 400 m Hürden
| Platz | Athletin        | Land | Zeit (s) | Länderkampfwertung | Länderkampfwertung |
| ----- | --------------- | ---- | -------- | ------------------ | ------------------ |
| 1     | Harald Schmid   | FRG  | 48,89    | 1. FRG 2. USA      | 6 P 5 P            |
| 2     | Tony Rambo      | USA  | 49,55    | 1. FRG 2. USA      | 6 P 5 P            |
| 3     | Amadou Dia Ba   | PAFR | 49,88    | 1. FRG 2. USA      | 6 P 5 P            |
| 4     | Bernie Holloway | USA  | 50,23    | 1. FRG 2. PAFR     | 7 P 4 P            |
| 5     | Axel Salander   | FRG  | 50,81    | 1. FRG 2. PAFR     | 7 P 4 P            |
| 6     | Silver Ayoo     | PAFR | 53,75    | 1. FRG 2. PAFR     | 7 P 4 P            |

Datum: 27. Juni

### 3000 m Hindernis
| Platz | Athletin        | Land | Zeit (min) | Länderkampfwertung | Länderkampfwertung |
| ----- | --------------- | ---- | ---------- | ------------------ | ------------------ |
| 1     | Rainer Schwarz  | FRG  | 8:32,16    | 1. FRG 2. USA      | 6 P 5 P            |
| 2     | Bruce Bickford  | USA  | 8:32,45    | 1. FRG 2. USA      | 6 P 5 P            |
| 3     | Greg Einspahr   | USA  | 8:32,69    | 1. FRG 2. USA      | 6 P 5 P            |
| 4     | Harrison Koroso | PAFR | 8:36,66    | 1. FRG 2. PAFR     | 7 P 4 P            |
| 5     | Michael Längler | FRG  | 8:40,56    | 1. FRG 2. PAFR     | 7 P 4 P            |
| 6     | Sam Sitonek     | PAFR | 8:42,40    | 1. FRG 2. PAFR     | 7 P 4 P            |

Datum: 27. Juni

### 4 × 100 m Staffel
| Platz | Besetzung      | Land                                                                   | Zeit (s) | Länderkampfwertung | Länderkampfwertung |
| ----- | -------------- | ---------------------------------------------------------------------- | -------- | ------------------ | ------------------ |
| 1     | USA            | Terron Wright Mike Miller Darwin Cook Calvin Smith                     | 38,56    | 1. USA 2. FRG      | 5 P 2 P            |
| 2     | Panafrika      | Theophile Nkounkou Innocent Egbunike Boubacar Diallo Augustin Oruwarie | 39,99    | 1. PAFR 2. FRG     | 5 P 2 P            |
| 3     | BR Deutschland | Achim Piasetzki Axel Schaumann Peter Klein Karl-Werner Dönges          | 40,46    | 1. PAFR 2. FRG     | 5 P 2 P            |

Datum: 26. Juni

### 4 × 400 m Staffel
| Platz | Besetzung      | Land                                                       | Zeit (min) | Länderkampfwertung | Länderkampfwertung |
| ----- | -------------- | ---------------------------------------------------------- | ---------- | ------------------ | ------------------ |
| 1     | USA            | E. Sanders Cliff Wiley Elliott Tabron Tony Darden          | 3:01,13    | 1. USA 2. FRG      | 5 P 2 P            |
| 2     | BR Deutschland | Martin Weppler Harald Schmid Thomas Giessing Hartmut Weber | 3:01,35    | 1. FRG 2. PAFR     | 5 P 2 P            |
| 3     | Panafrika      |                                                            | 3:07,50    | 1. FRG 2. PAFR     | 5 P 2 P            |

Datum: 27. Juni

### 10.000 m Bahngehen
Diese Disziplin war nicht Teil des LKs Deutschland – Panafrika.
| Platz | Athletin          | Land | Zeit (h) | Länderkampfwertung | Länderkampfwertung |
| ----- | ----------------- | ---- | -------- | ------------------ | ------------------ |
| 1     | Franz-Josef Weber | FRG  | 43:51,06 | 1. FRG 2. USA      | 6 P 5 P            |
| 2     | Todd Scully       | USA  | 44:20,45 | 1. FRG 2. USA      | 6 P 5 P            |
| 3     | Marco Evoniuk     | USA  | 45:29,84 | 1. FRG 2. USA      | 6 P 5 P            |
| 4     | Alfons Schwarz    | FRG  | 50:29,44 | 1. FRG 2. USA      | 6 P 5 P            |

Datum: 27. Juni

### Hochsprung
| Platz | Athletin       | Land | Höhe (m) | Länderkampfwertung | Länderkampfwertung |
| ----- | -------------- | ---- | -------- | ------------------ | ------------------ |
| 1     | Gerd Nagel     | FRG  | 2,27     | 1. FRG 2. USA      | 6 P 5 P            |
| 2     | Brian Tietjens | USA  | 2,24     | 1. FRG 2. USA      | 6 P 5 P            |
| 3     | Moussad Fall   | PAFR | 2,21     | 1. FRG 2. USA      | 6 P 5 P            |
| 4     | Ben Fields     | USA  | 2,21     | 1. FRG 2. PAFR     | 6 P 5 P            |
| 5     | Abdenour Krim  | PAFR | 2,15     | 1. FRG 2. PAFR     | 6 P 5 P            |
| 6     | Paul Frommeyer | FRG  | 2,12     | 1. FRG 2. PAFR     | 6 P 5 P            |

Datum: 27. Juni

### Stabhochsprung
| Platz | Athletin          | Land | Höhe (m) | Länderkampfwertung | Länderkampfwertung |
| ----- | ----------------- | ---- | -------- | ------------------ | ------------------ |
| 1     | Dave Volz         | USA  | 5,73     | 1. USA 2. FRG      | 7 P 4 P            |
| 2     | Günther Lohre     | FRG  | 5,45     | 1. USA 2. FRG      | 7 P 4 P            |
| 3     | Brad Pursley      | USA  | 5,30     | 1. USA 2. FRG      | 7 P 4 P            |
| 4     | Jürgen Winkler    | FRG  | 5,25     | 1. FRG 2. PAFR     | 8 P 0 P            |
| NMH   | Mohammed Ben Saad | PAFR |          | 1. FRG 2. PAFR     | 8 P 0 P            |
| NMH   | Mahour Bacha      | PAFR |          | 1. FRG 2. PAFR     | 8 P 0 P            |

Datum: 26. Juni

### Weitsprung
| Platz | Athletin         | Land | Weite (m) | Länderkampfwertung | Länderkampfwertung |
| ----- | ---------------- | ---- | --------- | ------------------ | ------------------ |
| 1     | Jason Grimes     | USA  | 8,57 w    | 1. USA 2. FRG      | 8 P 3 P            |
| 2     | Mike Conley      | USA  | 8,09 w    | 1. USA 2. FRG      | 8 P 3 P            |
| 3     | Jürgen Wörner    | FRG  | 7,7500    | 1. USA 2. FRG      | 8 P 3 P            |
| 4     | Joachim Busse    | FRG  | 7,7400    | 1. FRG 2. PAFR     | 8 P 3 P            |
| 5     | Essodine Atchade | PAFR | 7,5600    | 1. FRG 2. PAFR     | 8 P 3 P            |
| 6     | James Moi        | PAFR | 7,3900    | 1. FRG 2. PAFR     | 8 P 3 P            |

Datum: 27. Juni

### Dreisprung
| Platz | Athletin          | Land | Weite (m) | Länderkampfwertung | Länderkampfwertung |
| ----- | ----------------- | ---- | --------- | ------------------ | ------------------ |
| 1     | Willie Banks      | USA  | 16,75     | 1. USA 2. FRG      | 8 P 3 P            |
| 2     | Robert Cannon     | USA  | 16,69     | 1. USA 2. FRG      | 8 P 3 P            |
| 3     | Joseph Taiwo      | PAFR | 16,47     | 1. USA 2. FRG      | 8 P 3 P            |
| 4     | Douglas Henderson | FRG  | 15,80     | 1. PAFR 1. FRG     | 5 P                |
| 5     | Jürgen Wörner     | FRG  | 14,59     | 1. PAFR 1. FRG     | 5 P                |

Datum: 26. Juni

### Kugelstoßen
| Platz | Athletin                | Land | Weite (m) | Länderkampfwertung | Länderkampfwertung |
| ----- | ----------------------- | ---- | --------- | ------------------ | ------------------ |
| 1     | Al Feuerbach            | USA  | 20,33     | 1. USA 2. FRG      | 7 P 4 P            |
| 2     | Nagui Assad             | PAFR | 19,85     | 1. USA 2. FRG      | 7 P 4 P            |
| 3     | Udo Gelhausen           | FRG  | 19,69     | 1. USA 2. FRG      | 7 P 4 P            |
| 4     | Marcus Gordien          | USA  | 19,68     | 1. PAFR 2. FRG     | 6 P 5 P            |
| 5     | Claus-Dieter Föhrenbach | FRG  | 17,95     | 1. PAFR 2. FRG     | 6 P 5 P            |
| 6     | Mohamed Ashouch         | PAFR | 17,51     | 1. PAFR 2. FRG     | 6 P 5 P            |

Datum: 26. Juni

### Diskuswurf
| Platz | Athletin       | Land | Weite (m) | Länderkampfwertung | Länderkampfwertung |
| ----- | -------------- | ---- | --------- | ------------------ | ------------------ |
| 1     | Mac Wilkins    | USA  | 64,78     | 1. USA 2. FRG      | 8 P 3 P            |
| 2     | Ken Stadel     | USA  | 62,32     | 1. USA 2. FRG      | 8 P 3 P            |
| 3     | Rolf Danneberg | FRG  | 61,92     | 1. USA 2. FRG      | 8 P 3 P            |
| 4     | Alwin Wagner   | FRG  | 61,52     | 1. FRG 2. PAFR     | 8 P 3 P            |
| 5     | Mohamed Naguid | PAFR | 55,14     | 1. FRG 2. PAFR     | 8 P 3 P            |
| 6     | Hassan Hamad   | PAFR | 51,72     | 1. FRG 2. PAFR     | 8 P 3 P            |

Datum: 27. Juni

### Hammerwurf
| Platz | Athletin       | Land | Weite (m) | Länderkampfwertung | Länderkampfwertung |
| ----- | -------------- | ---- | --------- | ------------------ | ------------------ |
| 1     | Klaus Ploghaus | FRG  | 76,06     | 1. FRG 2. USA      | 8 P 3 P            |
| 2     | Jörg Schaefer  | FRG  | 75,68     | 1. FRG 2. USA      | 8 P 3 P            |
| 3     | Dave McKenzie  | USA  | 74,34     | 1. FRG 2. USA      | 8 P 3 P            |
| 4     | Ed Burke       | USA  | 72,02     | 1. FRG 2. PAFR     | 8 P 3 P            |
| 5     | Yassim Eovai   | PAFR | 59,48     | 1. FRG 2. PAFR     | 8 P 3 P            |
| 6     | Hakim Toumi    | PAFR | 55,68     | 1. FRG 2. PAFR     | 8 P 3 P            |

Datum: 27. Juni

### Speerwurf
| Platz | Athletin         | Land | Weite (m) | Länderkampfwertung | Länderkampfwertung |
| ----- | ---------------- | ---- | --------- | ------------------ | ------------------ |
| 1     | Justin Arop      | PAFR | 84,58     | 1. FRG 2. USA      | 7 P 4 P            |
| 2     | Wolfram Gambke   | FRG  | 81,68     | 1. FRG 2. USA      | 7 P 4 P            |
| 3     | Duncan Atwood    | USA  | 79,28     | 1. FRG 2. USA      | 7 P 4 P            |
| 4     | Helmut Schreiber | FRG  | 79,00     | 1. PAFR 1. FRG     | 5 P                |
| 5     | Bruce Kennedy    | USA  | 73,90     | 1. PAFR 1. FRG     | 5 P                |
| NMH   | Mahour Bacha     | PAFR |           | 1. PAFR 1. FRG     | 5 P                |

Datum: 27. Juni